# 吴恩锡
吴恩锡（韓語：오은석，1983年4月2日—），韩国男子击剑运动员。他在2012年夏季奥林匹克运动会中，参加了男子团体佩剑比赛并获得金牌。他也参加了2008年夏季奥林匹克运动会。